# Sport Club Potenza 1948-1949
Questa pagina raccoglie le informazioni riguardanti lo Sport Club Potenza nelle competizioni ufficiali della stagione 1948-1949.

## Rosa
| N. |                   | Ruolo | Calciatore         |
| -- | ----------------- | ----- | ------------------ |
| -  | Italia (bandiera) | D     | O. Attanasio       |
| -  | Italia (bandiera) | A     | M. Avena           |
| -  | Italia (bandiera) | A     | G. Chiricallo      |
| -  | Italia (bandiera) | C     | G. Gentile         |
| -  | Italia (bandiera) | D     | F. Iusco           |
| -  | Italia (bandiera) | C     | S. Lasorella       |
| -  | Italia (bandiera) | C     | D. Lorenzini       |
| -  | Italia (bandiera) | D     | Alfredo Mancinelli |

| N. |                   | Ruolo | Calciatore     |
| -- | ----------------- | ----- | -------------- |
| -  | Italia (bandiera) | A     | N. Martinelli  |
| 1  | Italia (bandiera) | P     | Ventura Ragone |
| -  | Italia (bandiera) | A     | G. Risso       |
| -  | Italia (bandiera) | C     | M. Riviello    |
| -  | Italia (bandiera) | A     | A. Summa       |
| -  | Italia (bandiera) | D     | V. Turi        |
| -  | Italia (bandiera) | C     | A. Verile      |